# Pygommatius bingeri
Pygommatius bingeri là một loài ruồi trong họ Asilidae. Pygommatius bingeri được Oldroyd miêu tả năm 1968.